# Über sieben Brücken mußt du gehn

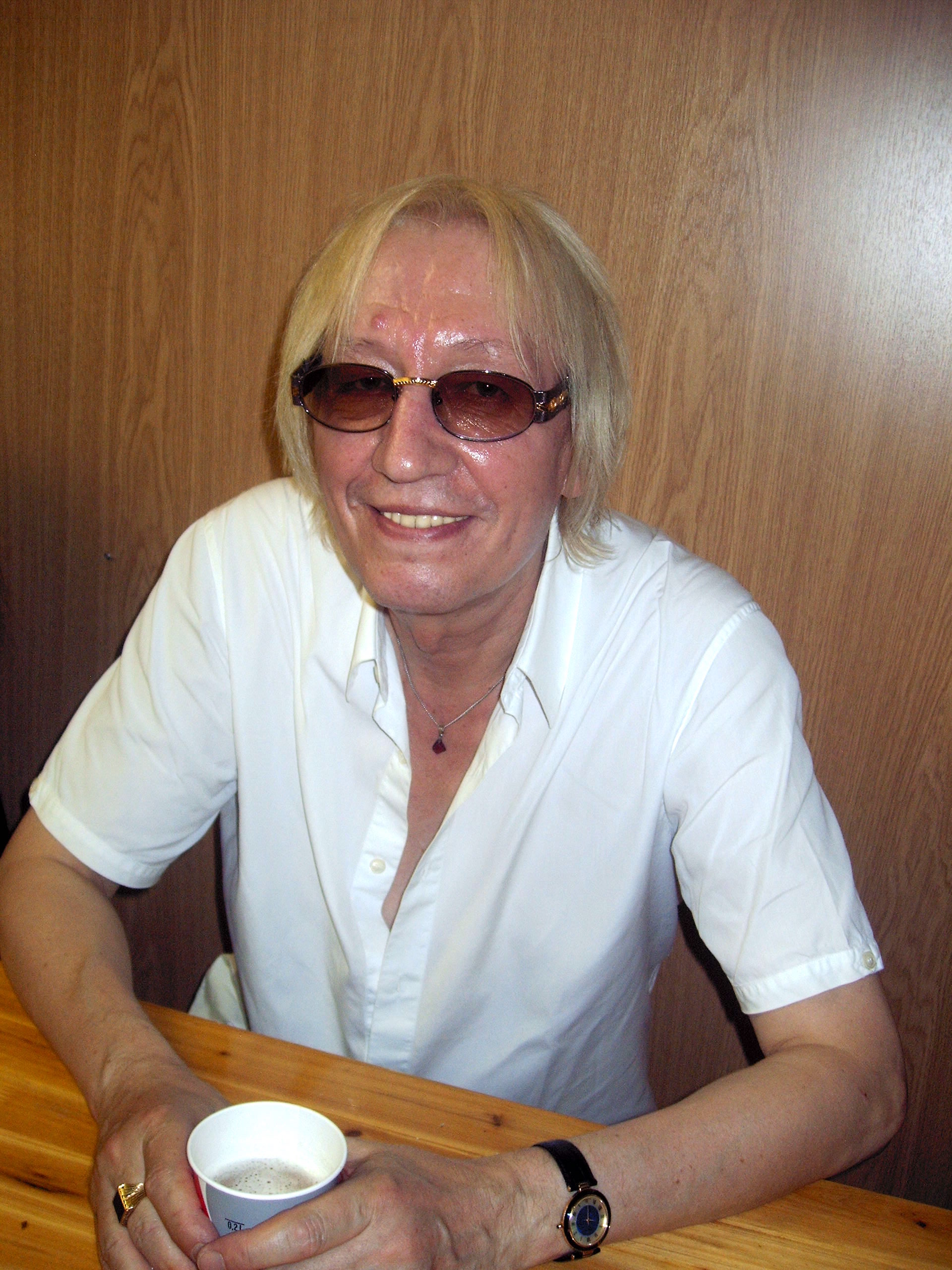
Ulrich „Ed“ Swillms, Komponist des Liedes (2007)

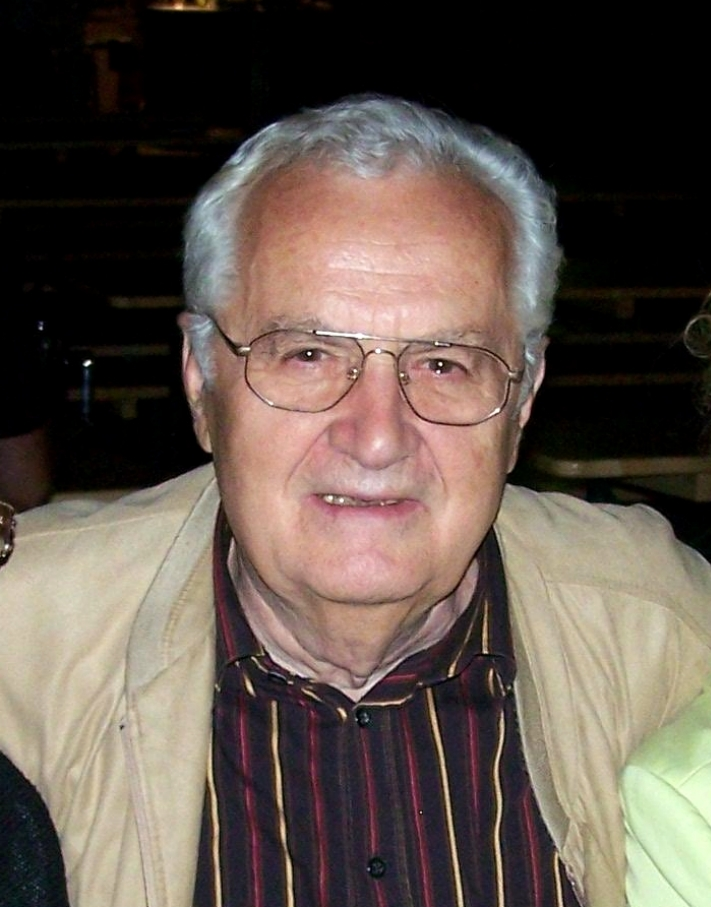
Helmut Richter, der Textdichter (2008)

Über sieben Brücken mußt du gehn ist ein 1978 von der DDR-Rockband Karat veröffentlichtes Lied. Die Komposition stammt von Ed Swillms, der Text von Helmut Richter. Eine später von Peter Maffay neu arrangierte Version des Liedes erlangte ebenfalls eine große Bekanntheit. Daneben wurde das Lied von zahlreichen weiteren Künstlern interpretiert. Es gehört zu den bekanntesten deutschen Liedern der jüngeren Vergangenheit.

## Entstehung
Das Lied geht auf eine 1975 von Helmut Richter geschriebene gleichnamige Liebesgeschichte zurück, die von der unglücklichen Beziehung zwischen einem Polen und einer Deutschen handelt. Gegen Ende der Geschichte reflektiert die Protagonistin Gitta innerlich immer wieder die Verszeilen „Über sieben Brücken mußt du gehn“, die ihren Kummer, aber auch ihre Hoffnung und Zuversicht ausdrückt. 1976 wurde diese Geschichte vom Fernsehen der DDR aufgekauft. Für den Film Über sieben Brücken musst du gehen schrieb wiederum Richter das Szenarium, Regie führte Hans Werner. Werner war es auch, der für die Filmmusik Ulrich Ed Swillms vorschlug, damals Keyboarder und Hauptkomponist der Gruppe Karat, die in ihrer bisherigen Karriere schon auf einige erfolgreiche Titel zurückblicken konnte. Während der Filmproduktion entstand so die Idee, ein Titellied zu verfassen, dessen Kernzeile „Über sieben Brücken mußt du gehn“ aus der ursprünglichen Erzählung übernommen wurde. Swillms kommentierte die Entstehung einmal so: „Ich habe zwei Wochen auf diesen Text gestarrt, bevor er sich auf einmal vertonen ließ. Aber dann! Aufgenommen werden musste das Stück nämlich morgens zwischen acht und zehn in einem mickrigen Übertragungswagen, der sich großspurig ‚Europa-Studio Grünau‘ nannte. Können Sie sich vorstellen, was dabei raus kommt – morgens um acht?“
Am 30. April 1978 wurde der in Pößneck gedrehte gleichnamige Fernsehfilm urgesendet. Noch am Tag der Ausstrahlung riefen im DFF-Studio Adlershof zahlreiche Interessenten aus beiden Teilen Deutschlands an, um sich zu erkundigen, wo es den Titel zu erwerben gebe. Als Karat beim Internationalen Schlagerfestival 1978 in Dresden mit dem Titel auftrat und den Grand Prix gewann, erlangte er noch größere Popularität. Eine Single wurde gepresst; sie landete in der DDR-Jahreshitparade auf Platz 2, hinter König der Welt, ebenfalls von Karat. 1979 veröffentlichte die Gruppe das Album Über sieben Brücken in der DDR, das im selben Jahr auch als Albatros in der Bundesrepublik Deutschland auf dem Label Pool erschien. Von dem Album wurden in den folgenden Jahren etwa 800.000 Exemplare verkauft.

## Chartplatzierungen
In den westdeutschen Charts platzierte sich Über sieben Brücken mußt du gehn erstmals 1981 nach dem Erfolg der Coverversion von Peter Maffay.
| ChartsChartplatzierungen | Höchstplatzierung | Wochen |
| ------------------------ | ----------------- | ------ |
| Deutschland (GfK)        | 15 (13 Wo.)       | 13     |

## Interpretation von Peter Maffay
1980 besuchte Peter Maffay die Gruppe Karat bei einem Konzert in der hessischen Landeshauptstadt Wiesbaden. Er hatte Über sieben Brücken mußt du gehn im Radio gehört und bat um Erlaubnis, den Titel nachspielen zu dürfen. Karat willigte ein und Maffay produzierte eine neu arrangierte Version, unter anderem mit einem Saxophon-Solo. Der Song erlangte in Maffays Version schnell eine noch größere Bekanntheit; das Album Revanche verkaufte sich über zwei Millionen Mal. Da es Karat als DDR-Band zu Beginn der 1980er Jahre von Seiten des Kulturministeriums der DDR verboten war, im Fernsehen der Bundesrepublik aufzutreten, war der Titel verstärkt in Maffays Interpretation in den Medien präsent.
Seit 1990 wurde Über sieben Brücken auch von beiden Interpreten gemeinsam aufgeführt. So existiert ein Duett, das 1990 auf dem Karat-Album … im nächsten Frieden erschien. Auch live präsentierten die Interpreten den Titel einige Male gemeinsam, so zum Beispiel am Tag der Deutschen Einheit im Jahr 2000 in Berlin, zum 25-jährigen Jubiläumskonzert von Karat ebenfalls im Jahr 2000 in der Berliner Wuhlheide und 2008 sowie 2024 zur „Goldenen Henne“.

„Über sieben Brücken gehn

und Karat[!]efilme drehn

und dann Peter Maffay fragen

was wird der wohl dazu sagen“

### Chartplatzierungen
| ChartsChartplatzierungen | Höchstplatzierung | Wochen |
| ------------------------ | ----------------- | ------ |
| Deutschland (GfK)        | 4 (20 Wo.)        | 20     |
| Schweiz (IFPI)           | 5 (9 Wo.)         | 9      |

| ChartsJahrescharts (1981) | Platzierung |
| ------------------------- | ----------- |
| Deutschland (GfK)         | 38          |

### Auszeichnungen für Musikverkäufe
| Land/Region        | Auszeichnungen für Musikverkäufe (Land/Region, Auszeichnung, Verkäufe) | Verkäufe |
| ------------------ | ---------------------------------------------------------------------- | -------- |
| Deutschland (BVMI) | Gold                                                                   | 300.000  |
| Insgesamt          | 1× Gold ·                                                              | 300.000  |

## Weitere Coverversionen
Das Lied wurde inzwischen von vielen anderen Künstlern interpretiert, darunter Vicky Leandros (1982), Dieter Thomas Kuhn (1997), Max Raabe & Palast Orchester (2000), Erkan Aki & Xavier Naidoo (2001), Drafi Deutscher (2002), Josep Carreras mit Herbert Dreilich und Peter Maffay (2002), Puhdys (2003), Scooter (2005), Adoro (2008), Michael Hirte (2009), Helene Fischer (2010), Katja Werker (2011), Global Kryner (2011), Die Priester (2012), Andras de Laszlo (2012), Matthias Reim (2013), Roland Kaiser (2016), Heino (2018), Oli P. (2019), René Kollo (2020) und Giovanni Zarrella (2021).
Liesbeth List sang das Lied 1982 auf Niederländisch (Door Diepe Dalen), Chris de Burgh veröffentlichte 2011 die englischsprachige Version Seven Bridges.
Bundespräsident Joachim Gauck wählte das Lied als eines von dreien zu seinem Dienstabschied am 17. März 2017 (Großer Zapfenstreich).

## Hörfunk-Feature
- Über sieben Brücken – ein DDR-Hit geht um die Welt von Gerhard Pötzsch, Ursendung: 6. Dezember 2014, MDR FIGARO/rbb kulturradio